# DRAGONBALL Z THE LEGACY OF GOKU II
『DRAGONBALL Z THE LEGACY OF GOKU II』は、2003年6月17日にインフォグラム（現ATARI）社から北米で発売され、日本では2004年7月23日にバンプレストから発売されたゲームボーイアドバンス用ソフト。

## 概要
アクションRPG。テレビアニメ『ドラゴンボールZ』のゲーム作品で、北米などで発売された『THE LEGACY OF GOKU』の続編。本作は日本でも『DRAGONBALL Z THE LEGACY OF GOKU II INTERNATIONAL』のタイトルで発売されたが、前作、後作は日本では発売されなかった。アクションの要素が大きいのが特徴。本作は、原作やアニメにおける人造人間編（セル）編にほぼ近い内容となっており、人造人間編のキャラクターが登場するほか、劇場版からはクウラも登場している。未来において悟飯が人造人間に戦いを挑み死亡するシーンから物語が始まる。

## 前作・続編
DRAGONBALL Z THE LEGACY OF GOKU（ゲームボーイアドバンス）
続編
DRAGONBALL Z Buu's Fury（ゲームボーイアドバンス）

## ゲーム内容
ゲーム中さまざまな登場人物と会話をしつつ話が進んでいく、見下ろしタイプのレベルアップ型アクションRPG。ゲーム中、各所にセーブポイントが存在しており、キャラクター変更も可能。MAP移動は空を飛ぶ3D視点。本作では、超サイヤ人に変身可能。変身中は時間とともにエネルギーが減っていく。ゲーム中には、回復アイテムや装備アイテムを含めた様々なアイテムが存在し、ときにそれらを使いながらゲームを進めていく。使用キャラクターは、後述の6人（実質5人）である。セル戦などの一部のボス戦以外は、使用キャラクターは自由となっているが、自由のきかないセル戦などが存在するため、全員それなりにレベルをあげておく必要がある。通常のRPGやアクションRPGに見られるミッション以外にも、そのレベル以上でないと破壊することができない壁が存在し、それが進路をさまたげる。

## 登場キャラクター

### プレイヤーキャラクター
孫悟空
主人公。本作では超サイヤ人に変身することができ、かめはめ波などの技を使い戦う。
ベジータ
孫悟空のライバル。超サイヤ人に変身できる。
孫悟飯
孫悟空の息子。ストーリーが進む中で、超サイヤ人や超サイヤ人2に変身できるようになる。
ピッコロ
悟空のライバルであるナメック星人。ストーリー中に神と合体し、パワーアップをはたす。
トランクス
未来から来たベジータの息子。超サイヤ人に変身可能。エンディングのスタッフロール後には、未来に戻り17号、18号、セルを倒すイベントシーンがある。
ミスター・サタン
ゲーム中にて度々登場し、セルゲームではセルを倒すためという名目で登場するも、あえなく吹き飛ばされる。ゲーム中、プレイヤーキャラクターとして使える場面が存在する。また、サタンが「私がセルを倒した」と世界中に自慢して終わるパターンのエンディングも存在する。

### 敵キャラクター
フリーザ
序盤に幻のフリーザがプレイヤー襲い掛かってくる。その後、父親であるコルド大王とともに登場するも、イベントシーンにて一撃で倒される。
人造人間17号
眠りから覚めた青年の姿をした人造人間。後にセルに吸収される。
人造人間18号
17号ともども眠りから目覚めた人造人間。後にセルに吸収される。
人造人間19号
ドクター・ゲロによってつくられた人造人間。
人造人間20号
19号とともに現れた人造人間。人造人間の生みの親であるドクター・ゲロが自らを改造した姿でもある。ベジータたちに敗北した後、起動させた17号に殺される。
セル
タイムマシンでやってきた、ゲーム中での最終ボスにあたる敵。ストーリーが進むにしたがい、17号や18号を吸収してパワーアップしていく。
セルジュニア
セルが生み出した戦士。ゲーム中では3匹登場し、ピッコロ、ベジータ、トランクスの各プレイヤーキャラとバトルになる。
クウラ
地球にやってきたフリーザの兄。ストーリーが進むとナメック星で戦うことになる。ゲーム中では最初から最終形態の姿で登場。
桃白白
サイボーグの体で登場。ドラゴンボール探しの途中に出会い戦う。『ドラゴンボールZ』と同様にギャングの用心棒として雇われており、スーパーどどん波を放ちつつ、襲いかかってくる。
ゲーム中にはこれらの他にも、トリケラトプスキングなどのボスキャラクターが登場し、猛獣、ロボット、恐竜、アニマル型の無法者、あらくれものの兵士などといったザコキャラクターが登場する。

### その他のノンプレイヤーキャラクター
Z戦士、16号、デンデ、ミスター・ポポ、カリン、ブルマ、ヤジロベー、マロン、ブリーフ博士など、『ドラゴンボールZ』の人造人間編に登場するキャラクターはほとんど登場する。

## ゲームだけのオリジナル要素
要所要所で謎の言葉を残し去っていく、謎のナメック星人が登場する。